# Puchar Francji w piłce siatkowej mężczyzn
Puchar Francji w piłce siatkowej mężczyzn (fr. Coupe de France) – cykliczne rozgrywki w piłce siatkowej organizowane przez Fédération Française Volley-Ball (FFVB). 
Rozgrywki o siatkarski Puchar Francji rozgrywane są od 1983 roku. Pierwszym zwycięzcą tych rozgrywek został klub Asnières Volley 92, który w swojej historii sięgnął po to trofeum 2 razy.

## System rozgrywek
W rozgrywkach bierze udział 18 zespołów. Przechodząc przez kolejne etapy finału: 1/16 finału, 1/8 finału, ćwierćfinał, półfinał i finał. Nie jest rozgrywany mecz o 3. miejsce. 

## Triumfatorzy
| Sezon     | Miejsce finału                                       | Zwycięzca                                            | Finalista                                            |
| --------- | ---------------------------------------------------- | ---------------------------------------------------- | ---------------------------------------------------- |
| 1983/1984 | Clermont-Ferrand                                     | Asnières Volley 92                                   | AS Cannes VB                                         |
| 1984/1985 | Grenoble                                             | AS Cannes VB                                         | Grenoble UC                                          |
| 1985/1986 | Colmar                                               | AMSL Fréjus VB                                       | Asnières Volley 92                                   |
| 1986/1987 |                                                      | AMSL Fréjus VB                                       | Grenoble UC                                          |
| 1987/1988 | Montpellier                                          | Arago de Sète                                        | AMSL Fréjus VB                                       |
| 1988/1989 |                                                      | AMSL Fréjus VB                                       | ASUL Lyon Volley                                     |
| 1989/1990 | Oissel                                               | JSA Bordeaux                                         | RC France                                            |
| 1990/1991 | Paryż                                                | AMSL Fréjus VB                                       | AS Cannes VB                                         |
| 1991/1992 | Paryż                                                | AMSL Fréjus VB                                       | AS Cannes VB                                         |
| 1992/1993 | Paryż                                                | AS Cannes VB                                         | Paris UC                                             |
| 1993/1994 | Paryż                                                | Asnières Volley 92                                   | Paris UC                                             |
| 1994/1995 | Paryż                                                | AS Cannes VB                                         | Asnières Volley 92                                   |
| 1995/1996 | Paryż                                                | Stade Poitevin                                       | AS Cannes VB                                         |
| 1996/1997 | Paryż                                                | Paris UC                                             | Avignon VB                                           |
| 1997/1998 | Paryż                                                | AS Cannes VB                                         | Tourcoing LM                                         |
| 1998/1999 | Paryż                                                | Paris Volley                                         | Tourcoing LM                                         |
| 1999/2000 | Paryż                                                | Paris Volley                                         | Tours VB                                             |
| 2000/2001 | Paryż                                                | Paris Volley                                         | Tours VB                                             |
| 2001/2002 | Poitiers                                             | Stade Poitevin                                       | Tourcoing LM                                         |
| 2002      | Paryż                                                | Tours VB                                             | Stade Poitevin                                       |
| 2003/2004 | Mont-de-Marsan                                       | Paris Volley                                         | Arago de Sète                                        |
| 2004/2005 | Tourcoing                                            | Tours VB                                             | Tourcoing LM                                         |
| 2005/2006 | Vannes                                               | Tours VB                                             | AS Cannes VB                                         |
| 2006/2007 | Cannes                                               | AS Cannes VB                                         | Tourcoing LM                                         |
| 2007/2008 | Paryż                                                | Beauvais Oise UC                                     | Montpellier UC                                       |
| 2008/2009 | Tours                                                | Tours VB                                             | Tourcoing LM                                         |
| 2009/2010 | Lyon                                                 | Tours VB                                             | Montpellier UC                                       |
| 2010/2011 | Paryż                                                | Tours VB                                             | Beauvais Oise UC                                     |
| 2011/2012 | Paryż                                                | Rennes Volley 35                                     | Beauvais Oise UC                                     |
| 2012/2013 | Paryż                                                | Tours VB                                             | Spacer's de Toulouse                                 |
| 2013/2014 | Paryż                                                | Tours VB                                             | Paris Volley                                         |
| 2014/2015 | Paryż                                                | Tours VB                                             | Beauvais Oise UC                                     |
| 2015/2016 | Paryż                                                | GFC Ajaccio VB                                       | Rennes Volley 35                                     |
| 2016/2017 | Clermont-Ferrand                                     | GFC Ajaccio VB                                       | UGS Nantes-Rezé                                      |
| 2017/2018 | Paryż                                                | Tourcoing LM                                         | Chaumont VB 52                                       |
| 2018/2019 | Tours                                                | Tours VB                                             | Chaumont VB 52                                       |
| 2019/2020 | Tuluza                                               | Stade Poitevin Poitiers                              | Tours VB                                             |
| 2020/2021 | Z powodu pandemii COVID-19 rozgrywki nie odbyły się. | Z powodu pandemii COVID-19 rozgrywki nie odbyły się. | Z powodu pandemii COVID-19 rozgrywki nie odbyły się. |
| 2021/2022 | Paryż                                                | Chaumont VB 52 Haute-Marne                           | Tours VB                                             |
| 2022/2023 | Paryż                                                | Tours VB                                             | Nice VB                                              |
| 2023/2024 | Paryż                                                | Nantes Rezé MV                                       | Montpellier HSC VB                                   |
| 2024/2025 | Chartres                                             | Tourcoing LM                                         | Montpellier HSC VB                                   |

## Bilans klubów
| Lp. | Klub                 | złoto | srebro |
| --- | -------------------- | ----- | ------ |
| 1.  | Tours VB             | 11    | 4      |
| 2.  | AS Cannes VB         | 5     | 5      |
| 3.  | AMSL Fréjus VB       | 5     | 1      |
| 4.  | Paris Volley         | 4     | 1      |
| 5.  | Stade Poitevin       | 3     | 1      |
| 6.  | Tourcoing LM         | 2     | 6      |
| 7.  | Asnières Volley 92   | 2     | 2      |
| 8.  | GFCO Ajaccio         | 2     | 0      |
| 9.  | Beauvais Oise UC     | 1     | 3      |
| 10. | Paris UC             | 1     | 2      |
| 11. | Chaumont VB 52       | 1     | 2      |
| 12. | Arago de Sète        | 1     | 0      |
| 13. | JSA Bordeaux         | 1     | 0      |
| 14. | Rennes Volley 35     | 1     | 1      |
| 15. | UGS Nantes-Rezé      | 1     | 1      |
| 16. | Montpellier UC       | 0     | 4      |
| 17. | Grenoble UC          | 0     | 2      |
| 18. | ASUL Lyon Volley     | 0     | 1      |
| 19. | RC France            | 0     | 1      |
| 20. | Avignon VB           | 0     | 1      |
| 21. | Spacer's de Toulouse | 0     | 1      |
| 22. | Nice VB              | 0     | 1      |